# Gabriel Jaime Velasco Ocampo
Gabriel Jaime Velasco Ocampo (Tuluá, 9 de abril de 1973) es un abogado, empresario y político colombiano.

## Biografía
Estudió Derecho en la Universidad de los Andes. Tiene una especialización en Administración de Empresas de la Universidad ICESI, un diplomado en Logística Integral de SINTEC México y de “Reinventing Leadership” del Kellogg Management School de la North Western University en Chicago.
Desarrolló una larga carrera empresarial, principalmente en la industria lechera, llegando a ser gerente comercial de Lácteos Andina, general de Prolav y vicepresidente de Nutrición de Alquería (2004-2012), además de haber sido vicepresidente de Metrocali entre 2013 y 2014.
Fue presidente de la Asociación Nacional de Industriales de Colombia, seccional Valle del Cauca.
En las elecciones legislativas de 2018, fue elegido en la lista senatorial del Partido Centro Democrático con 33.180 votos. Aunque se había especulado ampliamente en que sería candidato a la Cámara de Representantes por el Partido Conservador, finalmente no fue así. En el Senado, es miembro de la Comisión Séptima. 
Se vio envuelto en una polémica cuando sugirió al arzobispo de Cali, monseñor Darío de Jesús Monsalve, dejar su puesto en la Iglesia, después de que este declarara que el Gobierno de Iván Duque "Culpa de todo al narcotráfico para justificar las masacres de Estado'.